# Leica M8
Pour les articles homonymes, voir M8.
Leica MP 2003 Leica M9
Le Leica M8 est un appareil photographique numérique télémétrique de 10,1 mégapixels fabriqué par Leica sorti en septembre 2006. C'est le 1er modèle numérique de la gamme Leica M, représentant ainsi un changement majeur dans l'histoire de la marque.

## Caractéristiques techniques
- Appareil numérique à visée télémétrique.
- Boîtier métal magnésium et laiton.
- Baïonnette Leica M avec codage 6 bits de f=16 à 90 mm.
- Télémètre clair à cadres lumineux (base de 47,1 mm)
- Viseur × 0,68 réglé à - 0,5 dioptrie
- Cadres 24/35 - 28/90 - 50/75
- Correction automatique de la parallaxe (horizontale et verticale)
- Affichage par DEL rouge de la vitesse en auto / dépassement +/- expo / correction d'expo +/- / avertissement carte SD bientôt pleine / mémorisation
- Indication de bonne exposition par balance de l'exposition avec 2 diodes triangulaires et 1 diode ronde
- Mesure sélective de l'exposition TTL par réflexion sur la partie centrale d'une lamelle d'obturateur peinte. IL 0 à IL 20
- Cellule silicium avec optique convergente de focalisation
- obturateur à rideau vertical à lamelles par commande numérique
- Motorisation de l'armement silencieux par roue de friction caoutchoutée et came de répartition de tension
- Vitesse auto de 32 s à 1/8000 s. 4 s au 1/8000 s en manuel par demi-vitesse
- Prise de vue S (seule) ou C (continue) de 2 images par seconde sur 10 images
- Retardateur 2 ou 10 s
- Déclencheur à 3 paliers : activation du circuit / mémorisation en auto / déclenchement
- M-TTL flash avec pré-éclair avec sabot SCA 3502 M4 ou flash Leica SF24 D
- Synchro pause B à 1/250 s
- Synchro 1er ou 2e rideau
- Correction flash +/- 3 diaph. par 1/3
- Capteur DTC Kodak 10,3 Mpix, profil image Leica.
- Capteur DTC Kodak spécial optique M 10,1 millions de pixels
- Dimensions du capteur 18 × 27 mm. Facteur de focale × 1,33
- Capteur à micro lentilles et sans filtre de réduction d'effet moiré
- Sensibilité native 160 ISO, réglage jusqu'à 2500 ISO
- Format d'enregistrement DNG / JPEG 2 niveaux
- Fichier DNG : résolution couleur 16 bits (enregistrement 8 bits, codage non linéaire) ; 10,2 Mo
- Logiciel fourni : Capture One LE
- Carte SD
- Balance des blancs auto / manuelle. De 2000 à 13 100 K
- Espace couleur RGB / sRGB / ECI RGB
- Écran de contrôle 6,3 cm / 230 000 pixels
- 5 niveaux de luminosité
- Histogramme de contrôle en fonction du grossissement de l'image analysée
- Accumulateur placé sous la semelle, 3,7 V / 1 900 mAh
- Accus pour 550 images (norme CIPA)
- Prise mini-USB, standard USB 2.0
- Pilotable par ordinateur avec le logiciel Leica Digital Capture fourni
- Dimensions : 138,6 mm × 80,2 mm × 36,9 mm
- Poids : 545 g